# Idaea nigrescens
Idaea nigrescens là một loài bướm đêm trong họ Geometridae.